# Спасский сельский округ (Московская область)
Спасский сельский округ — упразднённая административно-территориальная единица, существовавшая на территории Волоколамского района Московской области в 1994—2006 годах.
В первые годы советской власти возник Спасский сельсовет Осташёвской волости Волоколамского уезда Московской губернии.
В 1924 году из Спасского с/с был выделен Чертановский с/с.
В 1926 году Спасский с/с включал 1 населённый пункт — Спасс.
В 1929 году Спасский с/с был отнесён к Волоколамскому району Московского округа Московской области. При этом к нему были присоединены Милованьевский и Чертановский с/с.
4 января 1939 года Спасский с/с вошёл в новообразованный Осташёвский район.
17 июля 1939 года к Спасскому с/с были присоединены селения Рюховское и Иевлево упразднённого Рюховского с/с.
28 декабря 1951 года к Спасскому с/с было присоединено селение Кузьминское упразднённого Кузьминского с/с.
4 января 1952 года селение Милованье было передано из Спасского с/с в Клишинский с/с.
14 июня 1954 года к Спасскому с/с был присоединён Клишинский с/с.
7 декабря 1957 года Осташёвский район был упразднён. Спасский с/с вновь вошёл в состав Волоколамского района.
2 февраля 1968 года селения Ивановское, Клишино, Милованье, Скорякино и Щекотово были переданы из Спасского с/с в Горбуновский с/с.
3 февраля 1994 года Спасский с/с был преобразован в Спасский сельский округ.
В ходе муниципальной реформы 2005 года Спасский сельский округ прекратил своё существование как муниципальная единица. При этом все его населённые пункты были переданы в сельское поселение Спасское.
29 ноября 2006 года Спасский сельский округ исключён из учётных данных административно-территориальных и территориальных единиц Московской области.